# Aroegas rentzi
Aroegas rentzi е вид насекомо от семейство Дървесни скакалци (Tettigoniidae).

## Разпространение
Видът е ендемичен за Южна Африка и може да бъде видян в провинциите Лимпопо, Мпумаланга, Квазулу-Натал и Източен Кейп.